# 恵庭岳

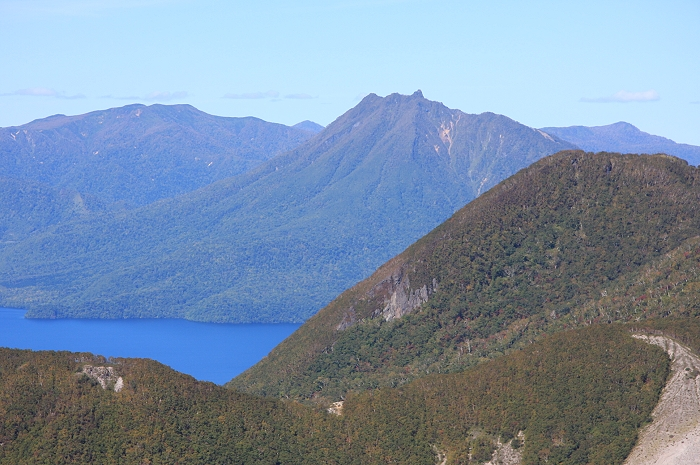
樽前山から望む恵庭岳（右）と漁岳（左）

恵庭岳（えにわだけ、アイヌ語: e-en-iwa）は、北海道の支笏洞爺国立公園にある第四紀火山である。標高は1,320 mで、1991年に気象庁より活火山に指定されている。山名はアイヌ語の「エエンイワ」（頭が・尖っている・山）に由来する。

## 地史
約4万年前の巨大噴火により現在の支笏湖をとり囲む支笏カルデラが形成された。このカルデラ壁上の後カルデラ火山群として第四紀以降に風不死岳、恵庭岳、樽前山の順に噴火活動が開始された。この3つの火山は北海道がのる北アメリカプレートの下に太平洋プレートが潜り込む方向に沿って連なっており、プレートに押されてできた割れ目に沿ってマグマが上昇したものとされている。
恵庭岳はカルデラ壁の北西部に位置し、山体は溶岩ドームと多数の溶岩流から構成された急峻な形状である。溶岩流は支笏湖の湖中まで流入しており末端部では数10mから100m以上の厚さになっている。その噴火活動は大きく6つの期間に区分される。
第1期
約2万年前に溶岩流の噴出により火山体の原型が形成された。第1期の山体は以降の噴火活動により覆い隠されており規模・形状は不明であるが、32km東方の千歳市祝梅三角山遺跡付近でこの時期の火山灰が確認されている。
第2期
約1万5千年前に大規模なプリニー式噴火が起こり、10km3の火山灰や軽石を噴出した。火山灰は日高山脈を超え150km離れた帯広周辺にまで分布している。軽石は25km離れた千歳市街で2m以上の層となっている。この噴火の軽石は粒が大きく赤褐色を呈する特徴的なもので、地層年代特定の鍵層として利用される。
第3期
山頂から東側、丸駒温泉からポロピナイ方面に複数の溶岩流が流下する。
第4期
山頂から南および北側に溶岩流が流下する。
第5期
約2千年前に西側に溶岩が流れ、山麓のオコタンペ川を堰き止めオコタンペ湖を形成した。恵庭岳の現在の山容は第5期までの溶岩流により形成された。この時期にできた溶岩流で山頂から山麓まで続くものの上に1972年札幌オリンピックの滑降コースが作られた。
第6期
17〜18世紀には水蒸気爆発による活動が継続した。これにより山頂東部が崩壊し東西700m、南北500mの東側に開いた馬蹄形の火口が形成された。爆発による崩壊物は大規模な岩屑なだれとして東のポロピナイおよび西のオコタンまで流下した。
活動期間を通じて火口は支笏カルデラ壁に平行に東から西へと移動している。また初期の溶岩は二酸化ケイ素成分の多いデイサイトであるが、活動の後期になるにつれ比較的二酸化ケイ素の少ない安山岩に変わっている。
第6期以降は顕著な噴火活動はなく山体は森林に覆われているが、現在も火口内および火口東方の山腹から噴気が続いている。
山頂付近の溶岩ドームは崩落により危険な状態となっており、特に2003年の十勝沖地震以降は崩落が進んでいることから、以前は山頂への立ち入りが禁止されていた。その後「禁止」との表現ではなくなったものの、2025年時点でも、登山は第2見晴台までとし、そこから山頂へは立ち入りはしないよう注意喚起が行われている。

## 山名
アイヌ語でe-en-iwa（エエニワ、エ・エン・イワ）と呼ばれた。「頭が・尖っている・山」という意味で、山頂に巨石が聳えていて鋭く尖って見えることより名付けられた。このエエニワが転じて和名の恵庭となった。1883年の札幌県統計書には「千歳嶽」と記載され「一名恵庭山」との但し書きがある。陸地測量部（国土地理院の前身の一つ）発行の20万分の1地図には1893年までは「千歳嶽」と記されており、1926年の改訂版からは「恵庭嶽」となった。

## 金鉱山
恵庭岳周辺には金の熱水鉱脈があり、北側には恵庭鉱山・光竜鉱山、南西側の支笏湖西岸には千歳鉱山が存在した。鉱脈は古第三紀から新第三紀の地層に存在し、カリウム-アルゴン法による放射年代測定で約4,000万年前に形成されたものとされる。恵庭岳、支笏カルデラの形成年代（4万年前～）と比べはるかに古いものである。
鉱山は国の産金奨励策により1930年代から本格的に操業がおこなわれ、当時は支笏湖沿岸の道路が無かったため主に船で対岸に渡し苫小牧から出荷された。しかし第二次世界大戦の激化により輸入が途絶えると貿易決済のための金が不要となり、1943年の金鉱山整備令により国内の他の金鉱山と同様に強制的に閉山となった。戦後、光竜鉱山と千歳鉱山は再開されたが千歳鉱山が1986年に、光竜鉱山は2006年に閉山となっている。

## 温泉
南東山麓の支笏湖沿岸と南西山麓のオコタン湖畔に温泉の湧出が見られ、一番古い丸駒温泉は1915年より営業をおこなっている。しかし恵庭岳を含むこの地区は1960年代に支笏湖畔有料道路・道道512号札幌支笏湖線（現在の国道453号の一部）、道道78号支笏湖線（オコタン湖畔－美笛間通行止め）が開通するまでは支笏湖東岸の支笏湖温泉から渡る船が唯一の交通手段であった。
南東山麓には丸駒温泉と支笏湖いとう温泉がある。どちらも湖岸から自然湧出しており、露天風呂の温泉水位は支笏湖の水位にしたがって上下し、流入量の減少する冬季にかけて温泉水位が漸減し4月が最低位となり5月の雪解けで回復する。オコタン湖畔の温泉は廃湯となっている。かつては支笏湖グランドホテル、オコタン荘の2軒の宿泊施設があったが廃業している。またオコタンペ川西岸に営林署事業所があり泉源を持っていたが、宿舎自体が廃止されている。
1960〜1969年に地温測定・電気抵抗測定・ボーリング調査を行った結果によると、山体深部から亀裂にそって上昇する地下水の泉温は岩質の粗密により差異がでている。オコタンペ川河口東岸の旧オコタン荘付近は透水性が高いため湖水により冷却され（泉温30度）、東に向かうにしたがい不透水性となり泉温が上がる（旧支笏湖グランドホテル45度、丸駒・いとう温泉60度）。一方、オコタンペ川を境に西岸は支笏カルデラより古い新第三紀中新世の地層となり、旧営林署泉源はこちらから湧出している（泉温40度）。

## 登山ルート
整備された登山道としては東斜面の爆裂火口北側を登るポロピナイコースがある。登山口は国道453号と道道730号丸駒線の分岐点付近にあり、山頂との標高差は1,000mである。積雪期は国道453号と道道78号支笏湖線の分岐点付近から道の無い北東尾根を登るルートが一般的である（標高差700m）。その他に支笏湖オコタン湖畔から登る西沢ルート、丸駒温泉から登る滝沢ルートが知られている（いずれも道は無い）。
前述したように崩落の危険性により山頂付近は2001年8月以降は立入禁止となっている。2003年の地震により実際に溶岩ドームが崩落し、2010年の調査ではさらに崩落が広がっていることが確認されている。このためポロピナイコースでは第2見晴台（8合目と9合目の間）で引き返すこととなる。

## 札幌オリンピック滑降コース

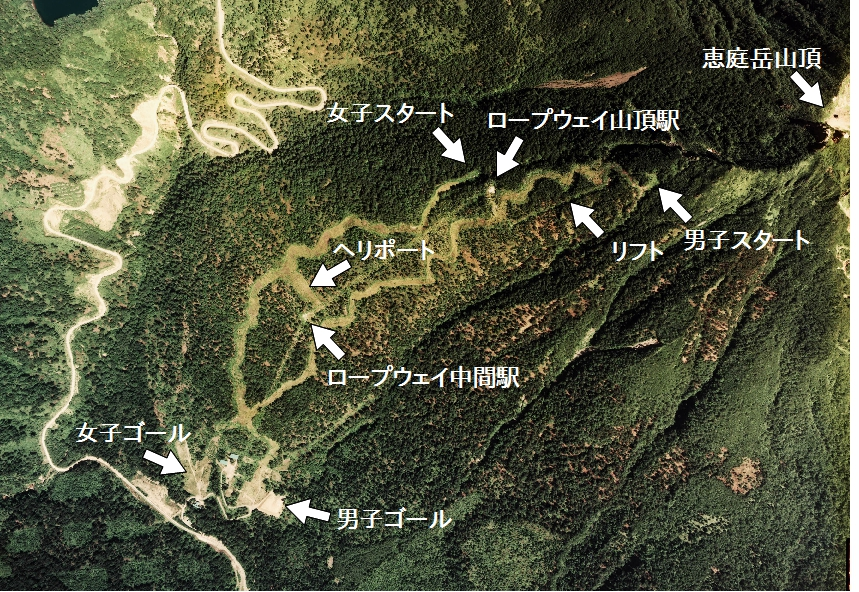
札幌オリンピック滑降コース

1972年に開催された札幌オリンピックの滑降種目は恵庭岳で実施された。アルペンスキーの主会場であった手稲山競技場では競技規定で定められた標高差を確保できなかったため、唯一札幌市外で開催された競技である。競技コースは西側斜面の溶岩流によって形成された幅の広い尾根の8合目から山麓までに設定され、国立公園内であるため自然保護の見地からオリンピック終了後に原状復元を行うことを条件に国の建設許可(43.7.4)がおりた。コースの開設工事は1968年に着工、29ヘクタールの山林を伐開してオリンピック前年の1971年に完成し、プレオリンピックとして滑降競技会が開催された。コースは男子コース(南側)と女子コース(北側)の2本が設けられ、山麓からスタート地点付近までロープウェイとリフトも建設された。
男子コースはコース距離2,636m・平均斜度17°・最大斜度37°・標高差772m・スタート標高1126m、女子コースはコース距離2,108m・平均斜度14°・最大斜度35°・標高差534m・スタート標高870m、コース幅は20〜60mであった。ロープウェイは山麓駅〜中間駅: 884m・中間駅〜山頂駅: 830m(標高992m)、リフトは330m(標高1106m)であった。この他にスタートハウス・運営本部・プレスセンター・ヘリポートなどの施設が設けられた。
女子滑降競技は1972年2月5日におこなわれマリー＝テレース・ナディヒ（スイス）が1分36秒68で優勝した。男子は2月7日におこなわれベルンハルト・ルッシ（スイス）が1分51秒43で優勝した。
1972年7月からオリンピック組織委員会によりロープウェイ・リフト・施設の撤去を含む原状復元工事が総事業費1億6千万円で開始された。1976年に撮影された上に示す航空写真ではコース・施設の跡がはっきりと認められるが、30年後の2002年に撮影された航空写真では回復が進んでいることがわかる。しかし地表には表土の崩壊を防ぐための土留めやコースの下をくぐるトンネルなどの遺構が残っている。50年後の2022年時点ではコース跡は植林によってほぼ覆われているものの、植林された木は密度が周囲の自然林よりも高く、また落葉しないため、冬季になるとそれが黒いラインとして山腹に浮き出る形になっている。

## 市境界
千歳市と恵庭市の市境界は紋別岳の西から支笏カルデラ壁の尾根に沿って西へ延びるが、恵庭岳の山域で境界未定となっている。国土地理院の2万5千分1地形図では1978年の改訂版から恵庭岳山頂の北から北西の間、直線距離にして約1.7kmの部分の市境界線が未記入となっている。
この問題の発端は1965年に恵庭町（当時）の町議会で国土地理院の地図は境界が違うとの異議がでたことから始まった。恵庭市の主張の根拠は1896年作製の陸地測量部地図および1906年作製の北海道地方課行政区画原図で恵庭岳山頂から北と北西の麓に直線状に境界線が引かれていることによる。千歳市は1910年に帝室林野管理局が作製した札幌御料地境界簿では境界線が北山麓にあり、当時の千歳戸長と恵庭村長が合意の署名と捺印をしていると主張している。両市は随時協議をおこなっているが合意は得られていない。